# Бахчисарайська міська рада
Бахчисара́йська міська́ ра́да — адміністративно-територіальна одиниця та орган місцевого самоврядування в Бахчисарайському районі Автономної Республіки Крим. Адміністративний центр — місто Бахчисарай.

## Загальні відомості
- Населення ради: 27 626 осіб (станом на 2001 рік)
- Територією ради протікає річка Чурук-Су

## Населені пункти
Міській раді підпорядковані населені пункти:
- м. Бахчисарай
- смт Научний

## Склад ради
Рада складається з 46 депутатів та голови.
- Голова ради: Рубаненко Костянтин Григорович (до 2014 р.)

### Керівний склад попередніх скликань
| Прізвище, ім'я, по батькові    | Основні відомості                                                               | Дата обрання | Дата звільнення |
| ------------------------------ | ------------------------------------------------------------------------------- | ------------ | --------------- |
| Кретов Дмитро Сергійович       | Міський голова, 1953 року народження, член Комуністичної партії України         | 26.03.2006   | 31.10.2010      |
| Рубаненко Костянтин Григорович | Міський голова, 1980 року народження, освіта вища, член партії «Руська єдність» | 31.10.2010   | 2014            |

Примітка: таблиця складена за даними сайту Верховної Ради України

### Депутати
За результатами місцевих виборів 2010 року депутатами ради стали:

#### За суб'єктами висування
| Суб'єкт висування                     | Кількість обраних депутатів | %    |
| ------------------------------------- | --------------------------- | ---- |
| Партія регіонів                       | 18                          | 39,1 |
| Політична партія Народний Рух України | 12                          | 26,1 |
| Політична партія «Руська єдність»     | 9                           | 19,6 |
| Політична партія «Сильна Україна»     | 4                           | 8,7  |
| Комуністична партія України           | 2                           | 4,3  |
| Партія «Справедливість»               | 1                           | 2,2  |

#### За округами
| № округу                              | Прізвище, ім'я, по батькові      | Дата визнання обраним | Освіта             | Партійна приналежність                  | Відомості про обраного депутата                                                                |
| ------------------------------------- | -------------------------------- | --------------------- | ------------------ | --------------------------------------- | ---------------------------------------------------------------------------------------------- |
| Комуністична партія України           |                                  |                       |                    |                                         |                                                                                                |
| б/м                                   | Беззубенко Дмитро Сергійович     | 03.11.2010            | вища               | член Комуністичної партії України       | КББ, директор                                                                                  |
| б/м                                   | Воронцов Юрій Анатолійович       | 03.11.2010            | вища               | член Комуністичної партії України       | Бахчисарайський РСТ, заступник голови                                                          |
| Партія регіонів                       |                                  |                       |                    |                                         |                                                                                                |
| б/м                                   | Басенко Людмила Вікторівна       | 03.11.2010            | вища               | член Партії регіонів                    | дошкільний навчальний заклад № 9 «Івушка» м. Бахчисарай, завідувачка                           |
| б/м                                   | Мар'їнських Денис Володимирович  | 03.11.2010            | вища               | член Партії регіонів                    | тимчасово не працює                                                                            |
| б/м                                   | Токарев Олександр Олександрович  | 03.11.2010            | вища               | член Партії регіонів                    | Бахчисарайська міська рада, секретар                                                           |
| б/м                                   | Мєлконян Наірі Мазманович        | 03.11.2010            | вища               | член Партії регіонів                    | приватний підприємець                                                                          |
| б/м                                   | Пагу Роман Григорович            | 03.11.2010            | вища               | член Партії регіонів                    | ЗАТ «Бахчисарайський винно-коньячний завод», начальник транспортного відділу                   |
| б/м                                   | Мар'їнських Сергій Володимирович | 03.11.2010            | вища               | член Партії регіонів                    | тимчасово не працює                                                                            |
| б/м                                   | Ахмуллаєв Ібрагим Меметович      | 03.11.2010            | вища               | член Партії регіонів                    | пенсіонер                                                                                      |
| б/м                                   | Чекальов Денис Андрійович        | 03.11.2010            | вища               | член Партії регіонів                    | приватний підприємець                                                                          |
| б/м                                   | Прохоренко Максим Михайлович     | 03.11.2010            | вища               | член Партії регіонів                    | відділ Державної земельної інспекції Держкомзема у Бахчисарайському районі, завідувач сектору  |
| б/м                                   | Подшивалова Тетяна Олексіївна    | 03.12.2010            | середня            | член Партії регіонів                    | Бахчисарайське комунальне підприємство, директор                                               |
| 8                                     | Капустін Андрій Аркадійович      | 03.11.2010            | вища               | член Партії регіонів                    | приватний підприємець                                                                          |
| 12                                    | Войтенко Сергій Миколайович      | 03.11.2010            | вища               | член Партії регіонів                    | Центр дитячої та юнацької творчості, завідувач відділу                                         |
| 13                                    | Пузирьов Олександр Володимирович | 03.11.2010            | вища               | член Партії регіонів                    | приватний підприємець                                                                          |
| 16                                    | Зотова Катерина Костянтинівна    | 03.11.2010            | вища               | член Партії регіонів                    | школа-гімназія, вчитель                                                                        |
| 17                                    | Жигулін Дмитро Васильович        | 03.11.2010            | вища               | член Партії регіонів                    | приватний підприємець                                                                          |
| 18                                    | Белікова Світлана Аркадіївна     | 03.11.2010            | вища               | член Партії регіонів                    | приватний підприємець                                                                          |
| 20                                    | Мариніч Наталя Миколаївна        | 03.11.2010            | вища               | член Партії регіонів                    | Бахчисарайський будівельний технікум, заступник директора                                      |
| 22                                    | Даперко Олег Дмитрович           | 03.11.2010            | вища               | член Партії регіонів                    | тимчасово не працює                                                                            |
| Партія «Справедливість»               |                                  |                       |                    |                                         |                                                                                                |
| 5                                     | Чернодуб В'ячеслав Анатолійович  | 03.11.2010            | вища               | позапартійний                           | тимчасово не працює                                                                            |
| Політична партія Народний Рух України |                                  |                       |                    |                                         |                                                                                                |
| б/м                                   | Якубов Наріман Джеферович        | 03.11.2010            | вища               | позапартійний                           | приватний підприємець                                                                          |
| б/м                                   | Мустафаєв Ернес Якубович         | 03.11.2010            | вища               | член Народного Руху України             | тимчасово не працює                                                                            |
| б/м                                   | Девлетов Ірфан Серверович        | 03.11.2010            | вища               | позапартійний                           | ВАТ Бахчисарайський завод «Доріндустрія», фінансовий директор                                  |
| б/м                                   | Умеров Енвер Сейтасанович        | 03.11.2010            | вища               | позапартійний                           | Бахчисарайська міська рада, заступник голови                                                   |
| б/м                                   | Муждабаєв Ісмоіл Ахмедович       | 03.11.2010            | середня спеціальна | позапартійний                           | тимчасово не працює                                                                            |
| 3                                     | Мустафаєв Еміралі                | 03.11.2010            | вища               | позапартійний                           | ЗАТ Бахчисарайський комбінат «Будіндустрія», начальник відділу маркшейдер                      |
| 6                                     | Абдулаєв Айдер                   | 03.11.2010            | середня            | позапартійний                           | ПП" Абдулаєв"                                                                                  |
| 9                                     | Мустафаєв Мустафа Ібрагімович    | 03.11.2010            | середня            | член Народного Руху України             | Бахчисарайська ПМК-2, майстер                                                                  |
| 10                                    | Абдураманов Асан Сеіт-Бекірович  | 03.11.2010            | незакінчена вища   | позапартійний                           | ТОВ «Агротех», директор                                                                        |
| 11                                    | Куртамєтова Діляра Фахріївна     | 03.11.2010            | вища               | позапартійна                            | загальноосвітня школа № 5, директор                                                            |
| 14                                    | Білял Марлен Рустемович          | 03.11.2010            | вища               | позапартійний                           | Бахчисарайська ЦРБ, завідувач                                                                  |
| 15                                    | Ібрагімов Ервін Умарович         | 03.11.2010            | вища               | позапартійний                           | Бахчисарайська РДА, спеціаліст                                                                 |
| Політична партія «Руська Єдність»     |                                  |                       |                    |                                         |                                                                                                |
| б/м                                   | Книрік Костянтин Сергійович      | 03.11.2010            | середня            | член Політичної партії «Руська Єдність» | тимчасово не працює                                                                            |
| б/м                                   | Юрченко Сергій Миколайович       | 03.11.2010            | вища               | член Політичної партії «Руська Єдність» | ТОВ «Анросервіс 1», керівник виробничого відділення                                            |
| б/м                                   | Сорокопуд Юрій Петрович          | 03.11.2010            | вища               | член Політичної партії «Руська Єдність» | ППФ «НЕМО», директор                                                                           |
| б/м                                   | Сорокін Олексій Володимирович    | 03.11.2010            | середня            | член Політичної партії «Руська Єдність» | приватний підприємець                                                                          |
| б/м                                   | Федін Юрій Сергійович            | 03.11.2010            | вища               | член Політичної партії «Руська Єдність» | ВАТ «Будіндустрія», спеціаліст з розширення ринку збиту                                        |
| 1                                     | Баландін Володимир Олександрович | 03.11.2010            | середня            | член Політичної партії «Руська Єдність» | тимчасово не працює                                                                            |
| 2                                     | Кочетова Ганна В'ячеславівна     | 03.11.2010            | вища               | член Політичної партії «Руська Єдність» | приватний підприємець                                                                          |
| 4                                     | Григорєв Вадим Анатолійович      | 03.11.2010            | вища               | член Політичної партії «Руська Єдність» | Бахчисарайська районна дитячо-юнацька спортивна школа, тренер-педагог                          |
| 23                                    | Цап Юрій Теодоровіч              | 03.11.2010            | вища               | член Політичної партії «Руська Єдність» | Кримська астрофізична обсерваторія, провідний науковий співробітник                            |
| Політична партія «Сильна Україна»     |                                  |                       |                    |                                         |                                                                                                |
| б/м                                   | Калиниченко Мирослава Миколаївна | 03.11.2010            | середня            | член Політичної партії «Сильна Україна» | приватне акціонерне товариство "Бахчисарайський комбінат «Будіндустрія», голова профспілки     |
| 7                                     | Гуляєв Юрій Володимирович        | 03.11.2010            | вища               | член Політичної партії «Сильна Україна» | приватний підприємець                                                                          |
| 19                                    | Богуславський Олександр Петрович | 03.11.2010            | вища               | член Політичної партії «Сильна Україна» | Бахчисарайський УЕГГ, головний інженер                                                         |
| 21                                    | Акімкіна Світлана Михайлівна     | 03.11.2010            | вища               | член Політичної партії «Сильна Україна» | Бахчисарайська районна профспілкова організація працівників агропромислового комплексу, голова |